# Animal Armageddon
Animal Armageddon (en español: Armagedón Animal) es un programa de televisión estadounidense que se transmitió desde el día 5 de enero al 5 de marzo de 2010. Representa las cinco extinciones masivas que ocurrieron en la Tierra, además del episodio de la Explosión del Lago Toba en Indonesia, donde la humanidad rozó la extinción, y un episodio hipotético que muestra lo que podría ocurrir en la sexta extinción masiva.

## Episodio 1 «Rayos Letales»
La Tierra hace 450 millones de años, en este tiempo no hay animales terrestres, aunque sí con animales acuáticos desde peces y trilobites hasta los escorpiones marinos gigantes, sin embargo una supernova estalla en el espacio a 10 000 años luz de la Tierra dando comienzo a la Extinción masiva del Ordovícico. Los animales son afectados por los letales rayos gamma que desestabilizan la atmósfera del Ordovícico aumentando la temperatura, lo que mata a los cnidarios y luego termina con una glaciación.
El 86 % de la vida desaparece, principalmente por la glaciación y la desaparición de muchos de los cnidarios que suponían el alimento de la fauna.
Especies
- Euripteridos: Sobreviven matando a los Orthoceras y este ocupa el nicho del Orthoceras más tarde.
- Orthoceras: Muere por hambre.
- Astraspis: Sobreviven por ser omnívoros (representante de los Ostracodermos).
- Trilobites: Sobreviven por su capacidad de adaptación.
- Cnidarios (Sin nombre).
- Nautilus (Animal actual).
- Acantodios (primeros peces con boca).

## Episodio 2 «El infierno en la Tierra»
La tierra hace 350 millones de años pasa por una pluma del manto que entra en erupción, aumentando la temperatura en los mares y luego a tierra firme. También las plantas forman parte de la extinción masiva del Devónico. Aproximadamente el 82 % de la vida Desaparece.
Especies
- Tiktaalik: Muere por la glaciación.
- Dunkleosteus: Muere por canibalismo.
- Eustenopteron: Muere por hambre.
- Materpiscis (Erróneamente representado como superviviente ya que según la paleontología también es víctima).
- Bothriolepis (Erróneamente representado como superviviente ya que según la paleontología también es víctima).
- Itchtyostega (Erróneamente representado como superviviente, ya que según la paleontología también es víctima, y descendiente de Tiktaalik ya que ambos vivieron en el mismo periodo, al mismo tiempo este se extingue).
- Plankton.

## Episodio 3 «La gran Extinción»
Durante el periodo Pérmico hace 250 millones de años, la vida florece como nunca hasta que los Traps siberianos entran en erupción, ríos descomunales de lava cubren un area del tamaño de Estados Unidos, se liberan gases como dióxido de carbono, azufre y metano que mata a la vida marina y en tierra la temperatura llega a ser similar al Danakill. El 96 % de la vida desaparece convirtiéndose en la extinción más devastadora de todas, y la única que estuvo muy cerca de eliminar toda la vida en la Tierra.
Especies
- Gorgonopsido: Muere por inanición.
- Listrosaurio: Sobrevive y al mismo tiempo evoluciona.
- Trinaxodon (Erróneamente representado como fauna pérmica, ya que estos aparecieron en el Triásico).
- Dicynodon: Muere por calor extremo e inanición.
- Proterosuchus: Sobrevive debido a ser Ectotermo y porque sobrevivió solo el 3 % de los ejemplares. Ocupó el nicho del Gorgonopsido tras la desaparición de este.

## Episodio 4 «Asfixia»
En el Triásico hace 200 millones de años, una región llamada Provincia Magmática (hoy Océano Atlántico) entra en erupción, provocando un desastre similar al de los Trap Siberianos aniquilando a muchas especies debido a la liberación de gases venenosos, a la lava y a la ceniza. Aproximadamente el 81% de la vida perece.
Especies
- Eudimorphodon: Sobrevive debido a ser un animal volador y a cambiar su alimentación.
- Desmatosuchus: Muere por calor extremo e inanición.
- Rutiodon: Muere por calor extremo y por tener sus pulmones poco desarrollados.
- Straurikosaurus:  (Erróneamente representado como superviviente ya que según la paleontología también es víctima).
- Megazostrodon: Sobrevive.

## Episodio 5/6 «El juicio final» y «Pánico en el cielo»
Durante el periodo Cretácico hace 65 millones de años, un asteroide del tamaño del Monte Everest impacta en el Golfo de México cerca a la Península de Yucatán, ocasionando una devastadora reacción en cadena y con ello la extinción masiva llamada Cretácico-Terciario, que supuso el final de la Era de los Dinosaurios, tras 165 millones de años de dominio sobre la Tierra.
Debido a la popularidad de esta extinción, se hizo un especial de dos episodios.
Especies
- Hadrosaurio: Muere por los grandes tsunamis provocados por el meteorito (la mayoría de ellos mueren por esto).
- Protoceratops: Muere por inanición.
- Titanosaurus: Muere por incineración y lluvia ácida.
- Deinosuchus: Muere por incineración, pero en la versión original se muestra erróneamente que sobrevive hibernando con Purgatorius y tortugas.
- Pterosaurios: Muere por incineración.
- Purgatorius: Sobrevive debido a su escaso tamaño y sus madrigueras aislantes, que lo mantuvieron a salvo bajo tierra.
- Amonites: Muere por lluvia ácida.
- Triceratops: Muere por lluvia ácida.
- Mosasaurio: Muere por lluvia ácida.
- Troodon: Muere por frío nuclear.
- Tiburón: Sobrevive por ser ovíparo.
- Tiranosaurio: Muere por inanición. Es el último en morir.
- Tarbosaurio: Muere por lluvia ácida.
- Velociraptor: Muere por frío nuclear.

## Episodio 7 «Fuego y hielo»
Durante el Pleistoceno Tarantinense, cuando ya existían los seres humanos y los mismos se habían extendido por todo el planeta, en Sumatra un volcán llamado Toba entró en erupción y llenó el planeta de Escoria volcánica, ocasionando una gran extinción de especies de la Megafauna en el Pleistoceno y un cuello de botella en la especie humana.
Especies
- Humano Moderno: Sobrevive debido a su inteligencia y tolerancia a los climas extremos. Sin embargo, solo 20.000 humanos sobrevivieron.
- León de las Cavernas: Muere por lluvia ácida.
- Mammuthus: Muere debido a una caza masiva de los seres humanos.
- Elasmotherium: Muere por escoria volcánica y lava.
- Gigantopithecus: Muere por escoria volcánica.
- Puma sin nombre: Muere por escoria volcánica y lava.
- Stegodon: Muere por lluvia ácida.
- Leopardo de Sumatra: Muere por escoria volcánica y lava.

Nota: Según un estudio, esta extinción puede considerarse falsa, ya que en 2015 se descubrió que el Pleistoceno Tarantinense no estuvo en erupción como se pensaba.

## Episodio 8 «La Próxima Extinción»
Esta sexta extinción masiva es una dramatización sobre el futuro, si bien el asteroide no será del tamaño del que aniquiló a los dinosaurios, se cree que un asteroide estallará en la tierra en 2029, llamado Apofis, que caerá en Kamchatka o en el norte de Venezuela, y los expertos creen que este asteroide es capaz de generar una extinción masiva.
Especies
- Ser Humano: Sobrevive en pequeños grupos, gracias a que se aloja en refugios subterráneos durante un año.
- Rata: Sobrevive y evoluciona a una versión más grande.
- Cucaracha: Sobrevive y evoluciona a una versión más grande.
- Halcón Peregrino: Sobrevive por su eficiencia a la hora de cazar.
- León africano: Muere por los efectos del impacto de meteorito.
- Gorila de montaña: Muere por los efectos del impacto de meteorito.
- Ñu negro: Muere por los efectos del impacto de meteorito.
- Lobo gris: Muere por los efectos del impacto de meteorito.
- Girafa reticulada: Muere por los efectos del impacto de meteorito.
- Elefante africano: Muere por los efectos del impacto de meteorito.

## Especies que fueron eliminadas del documental
- Dimetrodon (La Gran Extinción)
- Hallucigenia (Rayos Letales)
- Opabinia (Rayos Letales)
- Gigantoraptor (El Juicio Final)

## Controversias actuales
- Orthoceras no desaparece en el periodo Ordovícico, se extingue a finales del Triásico.
- Nautilus no existió en el Ordovícico.
- Bothriolepis, Tiktaliik, Itchtyostega y Materpiscis no sobrevive en el Carbonífero inferior.
- El tamaño de Inostracevia y Dicynodon esta mal representado, porque el Dicynodon aparece teniendo el mismo tamaño del Listrosaurio del Triásico y Inostracevia en realidad, en cuanto a su tamaño se trata de Gorgonops.
- Thrinaxodon no existía todavía en el Pérmico Superior, probablemente se trata de Procynosuchus.
- El Paisaje Pérmico no eran bosques como aparece, de hecho gran parte de la tierra ya era árido y más caluroso que el Danakil y el sahara.
- En el episodio 7 «Fuego y hielo» dice que los humanos ya están en todos los continentes, sin embargo el hombre solo llegó a América hace no más de 15 000 años.
- Los descendientes del Stegodon no fueron los Mammuthus, de hecho existían mucho atrás de como menciona la extinción masiva. También se sabe que los Mamut desaparecieron en el año 1600 a. C., aunque muchos consideran 4500 a. C.
- La hipotética extinción del futuro no hará crecer a las ratas y las cucarachas, porque estos animales solo crecen en ambientes aislados como islas, ya que su tamaño reducido lo ayuda a esconderse de los depredadores, también se presenta este efecto en artrópodos, lagartos, tortugas, anfibios, roedores y aves voladoras. A esto se le denomina gigantismo insular.